# College Football Championship Game 2021
Match précédent Match suivant
Le College Playoff Championship Game 2021 est un match de football américain de niveau universitaire d'après saison régulière organisé par la NCAA.
Il se déroulera le 11 janvier 2021 au Hard Rock Stadium à Miami Gardens dans l'état de Floride aux États-Unis.
Ce match constitue la finale nationale du Championnat NCAA de football américain 2020 de la Division 1 FBS et est donc l'apothéose de la saison 2020 de football américain universitaire.
Il opposera les vainqueurs des ½ finales du College Football Playoff soit les #3 Buckeyes d'Ohio State vainqueurs du Sugar Bowl 2021 et le Crimson Tide de l'Alabama vainqueur du Rose Bowl 2021.
Il s'agit de la 7e édition du College Football Championship Game laquelle sera retransmise en radio et télévision par ESPN/ESPN Radio/ESPN Deportes.
LSU est le champion sortant.
Alabama remporte le match sur le score de 24 à 52.

## Le stade

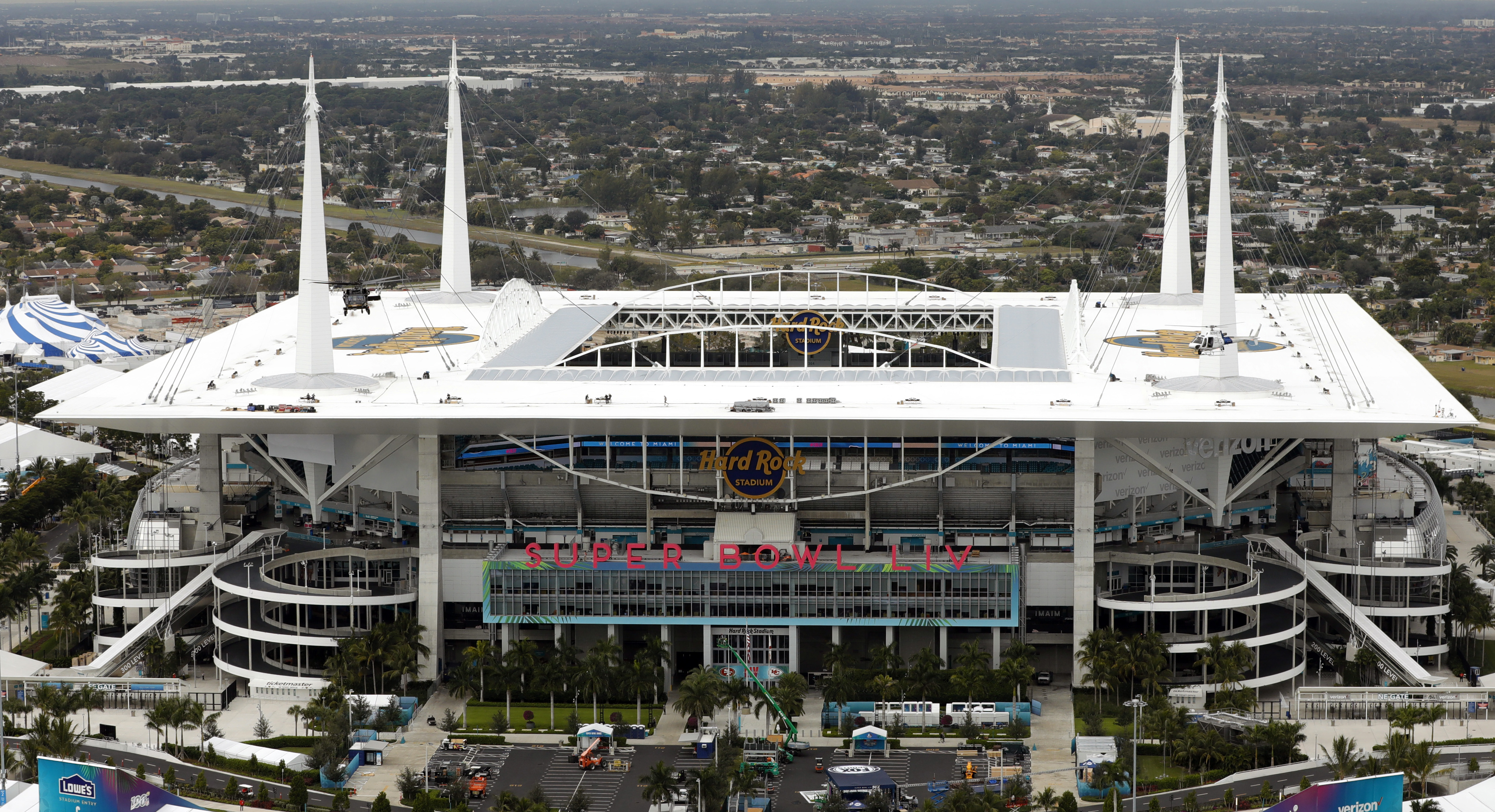
Le Hard Rock Stadium de Miami.

C'est le Hard Rock Stadium situé à Miami Gardens en Floride a été désigné pour accueillir la septième finale du College Football Playoff.
Le stade, inauguré en 1987 et financé entièrement par des capitaux privés, a couté 115 millions de $. Il héberge la franchise des Dolphins de Miami en NFL. Celle des Marlins de Miami en MLB y a également séjournée jusqu'en 2011.
Il est entouré d'immenses parkings pouvant accueillir plus de 26 000 véhicules. Le stade de deux étages est aisément reconnaissable grâce à ses huit rampes extérieures en forme de spirales présentes par paire à chaque coin du stade. Elles permettent aux spectateurs d'accéder aux 65 000 places assises dont 10 209 sièges club. L'enceinte possède également 216 suites et quatre écrans géants de 520 m2. En 2016, le toit a entièrement été refait. D'une superficie de 58 000 m2, il pèse 17 000 tonnes et repose sur huit piliers. Il recouvre les tribunes et est surmonté de quatre flèches blanches hautes de 109 mètres.
La surface de jeu est naturelle de type Cynodon dactylon.
Le stade a connu diverses dénominations en fonction des sociétés ayant acquis les droits du nom du stade. C'est actuellement la compagnie internationale Hard Rock International qui les possède depuis août 2013 pour une durée de 18 ans et pour une somme de 250 millions de $.

## Présentation du match
Alabama et Ohio State terminent invaincus avant la finale, affichant respectivement un bilan de 12 victoires et 7 victoires.
Le match est arbitré par Brandon Cruse représentant de la Big 12 Conference.
Les bookmakers ont désigné Alabama comme favoris par 8 points.
| Équipes                   | Conférences | Entraîneurs   | Stats. saison rég. | Classements avant le bowl | Classements avant le bowl | Classements avant le bowl |
| ------------------------- | ----------- | ------------- | ------------------ | ------------------------- | ------------------------- | ------------------------- |
| Équipes                   | Conférences | Entraîneurs   | Stats. saison rég. | CFP                       | AP                        | Coaches                   |
| Buckeyes d'Ohio State     | B10         | Ryan Day (en) | 7 - 0              | no 3                      | no 3                      | no 3                      |
| Crimson Tide de l'Alabama | SEC         | Nick Saban    | 12 - 0             | no 1                      | no 1                      | no 1                      |

Il s'agit de la 5e rencontre entre ces deux équipes, Alabama menant les statistiques avec 3 victoires contre 1 pour Ohio State
| Saison | Date             | Vainqueur  | Score   | Perdant    | Compétition                   |
| ------ | ---------------- | ---------- | ------- | ---------- | ----------------------------- |
| 2014   | 1er janvier 2015 | Ohio State | 42 - 35 | Alabama    | Sugar Bowl 2015, ½ finale CFP |
| 1994   | 2 janvier 1995   | Alabama    | 24 - 17 | Ohio State | Citrus Bowl 1995              |
| 1986   | 27 août 1986     | Alabama    | 16 - 10 | Ohio State | Saison régulière              |
| 1977   | 2 janvier 1978   | Alabama    | 35 - 06 | Ohio State | Sugar Bowl 1978               |

### Buckeyes d'Ohio State
Ohio State termine sa saison régulière avec un bilan de 5 victoires sans défaites, le nombre de rencontres disputées étant moindre à la suite de la pandémie de Covid-19. Ils terminent 1er de la West Division de la Big Ten Conference.
La Big Ten Conference les autorise cependant à disputer la finale de conférence qu'ils remportent 22-10 contre no 10 Northwestern.
Classés no 3 par le comité du College Football Playoff, ils sont sélectionnés pour disputer le Sugar Bowl 2021 face à no 2 Clemson qu'ils remportent sur le score de 49 à 28.
À l'issue de la saison 2021 (finale non comprise), ils sont classés #3 aux classements AP et Coaches. 
Ohio State a participé à 3 reprises au College Football Playoff, remportant le titre national en 2014 :
| Saisons | Matchs                   | Dates            | Vainqueurs      | Scores  | Finalistes      | Bilan     |
| ------- | ------------------------ | ---------------- | --------------- | ------- | --------------- | --------- |
| 2019    | 1/2 finale (Fiesta Bowl) | 28 décembre 2019 | no 3 Clemson    | 29 - 23 | no 2 Ohio State | D : 1 - 2 |
| 2016    | 1/2 finale (Peach Bowl)  | 31 décembre 2016 | no 2 Clemson    | 31 - 0  | no 3 Ohio State | D : 1 - 1 |
| 2014    | Finale CFP               | 12 janvier 2015  | no 4 Ohio State | 42 - 20 | no 2 Oregon     | V : 1 - 0 |

| Postes      | Joueurs          | Statistiques                                                      |
| ----------- | ---------------- | ----------------------------------------------------------------- |
| Quarterback | Justin Fields    | 141/192 passes réussies pour 1 906 yards, 21 TDs, 6 interceptions |
| Coureur     | Trey Sermon (en) | 115 courses pour 868 yards nets gagnés et 4 TDs                   |
| Receveur    | Garrett Wilson   | 40 réceptions pour 673 yards et 5 TDs                             |

### Crimson Tide de l'Alabama
Avec un bilan global en saison régulière de 10 victoires sans défaite (10-0 en matchs de conférence), Alabama termine 1er de la Southeastern Conference. Ils remportent ensuite la finale de conférence SEC en battant Florida sur le score de 52-46.
L'équipe est sélectionnée par le comité du College Football Playoff étant classée no 1 par le CFP, l'AP et Coaches.
Ils remportent la ½ finale du CFP joué à l'occasion du Rose Bowl 2021 contre Notre Dame sur le score de 31-14.
Alabama a participé à 5 reprises au College Football Playoff, remportant le titre national en 2015 et 2017 :
| Saisons | Matchs                 | Dates            | Vainqueurs      | Scores  | Finalistes          | Bilan     |
| ------- | ---------------------- | ---------------- | --------------- | ------- | ------------------- | --------- |
| 2018    | ½ finale (Orange Bowl) | 29 décembre 2018 | no 1 Alabama    | 45 - 34 | no 4 Oklahoma       | V : 6 - 3 |
| 2018    | Finale CFP             | 7 janvier 2019   | no 2 Clemson    | 44 - 16 | no 1 Alabama        | D : 5 - 3 |
| 2017    | ½ finale (Sugar Bowl)  | 1er janvier 2018 | no 4 Alabama    | 24 - 06 | no 1 Clemson        | V : 5 - 2 |
| 2017    | Finale CFP             | 8 janvier 2018   | no 4 Alabama    | 26 - 20 | no 3 Georgia        | V : 4 - 2 |
| 2016    | ½ finale (Fiesta Bowl) | 31 décembre 2016 | no 1 Alabama    | 24 - 07 | no 4 Washington     | V : 3 - 2 |
| 2016    | Finale CFP             | 9 janvier 2017   | no 2 Clemson    | 35 - 31 | no 1 Alabama        | D : 2 - 2 |
| 2015    | ½ finale (Cotton Bowl) | 31 décembre 2015 | no 2 Alabama    | 38 - 0  | no 3 Michigan State | V : 2 - 1 |
| 2015    | Finale CFP             | 11 janvier 2016  | no 2 Alabama    | 45 - 40 | no 1 Clemson        | V : 1 - 1 |
| 2014    | ½ finale (Sugar Bowl)  | 1er janvier 2015 | no 4 Ohio State | 42 - 35 | no 1 Alabama        | D : 0 - 1 |

| Postes      | Joueurs       | Statistiques                                                      |
| ----------- | ------------- | ----------------------------------------------------------------- |
| Quarterback | Mac Jones     | 275/357 passes réussies pour 4 036 yards, 36 TDs, 4 interceptions |
| Coureur     | Najee Harris  | 229 courses pour 1 387 yards nets gagnés et 24 TDs                |
| Receveur    | DeVonta Smith | 105 réceptions pour 1 641 yards et 20 TDs                         |

## Qualification pour la finale
|  | Demi-finales                    | Demi-finales                |                              |    | Finale                                                   | Finale                                                   |
|  | Demi-finales                    | Demi-finales                |                              |    | Finale                                                   | Finale                                                   |
|  |                                 |                             |                              |    |                                                          |                                                          |
|  | Rose Bowl, 1er janvier 2021     | Rose Bowl, 1er janvier 2021 |                              |    | College Football Championship Game 2021, 11 janvier 2021 | College Football Championship Game 2021, 11 janvier 2021 |
|  | Rose Bowl, 1er janvier 2021     | Rose Bowl, 1er janvier 2021 |                              |    | College Football Championship Game 2021, 11 janvier 2021 | College Football Championship Game 2021, 11 janvier 2021 |
|  | #1 Crimson Tide de l'Alabama    | 31                          |                              |    | College Football Championship Game 2021, 11 janvier 2021 | College Football Championship Game 2021, 11 janvier 2021 |
|  | #1 Crimson Tide de l'Alabama    | 31                          |                              |    | College Football Championship Game 2021, 11 janvier 2021 | College Football Championship Game 2021, 11 janvier 2021 |
|  | #4 Fighting Irish de Notre Dame | 14                          |                              |    | College Football Championship Game 2021, 11 janvier 2021 | College Football Championship Game 2021, 11 janvier 2021 |
|  | #4 Fighting Irish de Notre Dame | 14                          | #1 Crimson Tide de l'Alabama | 52 |                                                          |                                                          |
|  | Sugar Bowl, 1er janvier 2021    |                             | #1 Crimson Tide de l'Alabama | 52 |                                                          |                                                          |
|  |                                 | #3 Buckeyes d'Ohio State    | 24                           |    |                                                          |                                                          |
|  | #2 Tigers de Clemson            | #3 Buckeyes d'Ohio State    | 24                           | 28 |                                                          |                                                          |
|  | #2 Tigers de Clemson            |                             |                              | 28 |                                                          |                                                          |
|  | #3 Buckeyes d'Ohio State        | 49                          |                              |    |                                                          |                                                          |
|  | #3 Buckeyes d'Ohio State        | 49                          |                              |    |                                                          |                                                          |

### Les titulaires

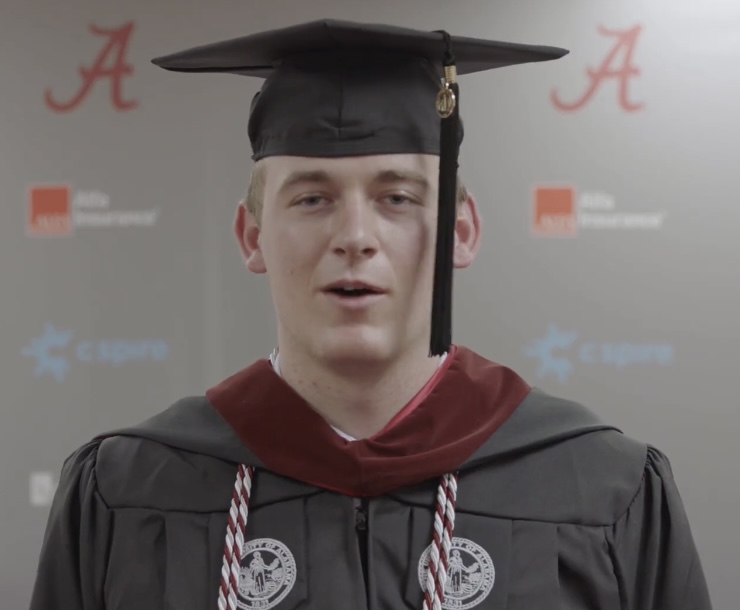
Mac Jones, QB d'Alabama.

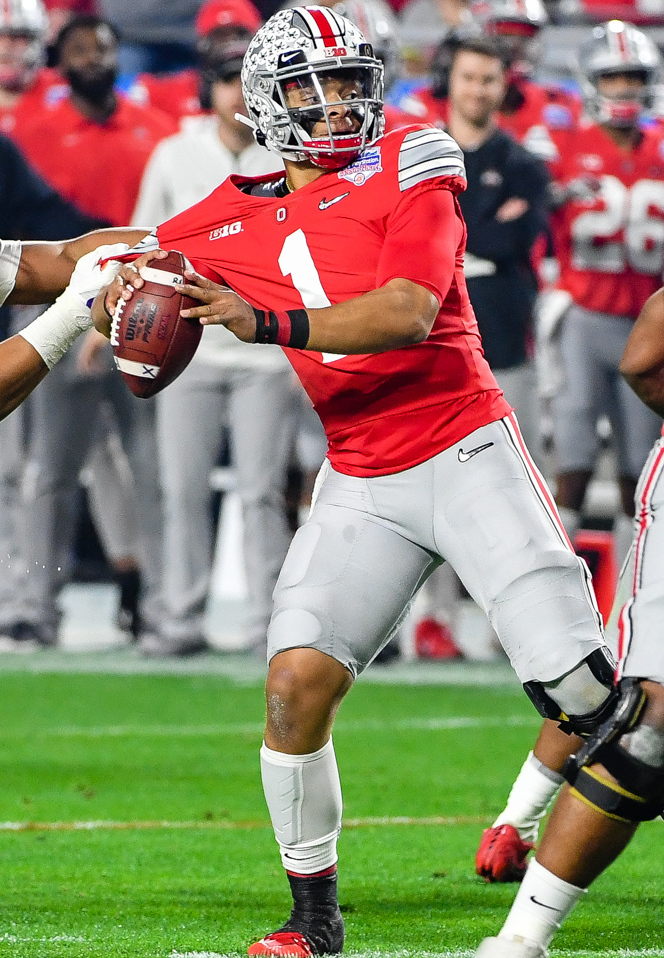
Justin Fields, QB de Ohio State.

| Crimson Tide de l'Alabama | Position | Position | Buckeyes d'Ohio State     |
| ------------------------- | -------- | -------- | ------------------------- |
| Mac Jones (1-15)          | QB       | QB       | Justin Fields (1-11)      |
| Najee Harris (1-24)       | RB       | RB       | Trey Sermon (en) (3-88)   |
| DeVonta Smith (1-10)      | WR       | WR       | Chris Olave               |
| John Metchie III (en)     | WR       | WR       | Garrett Wilson            |
| Slade Bolden (en)         | WR       | WR       | Jameson Williams (en)     |
| Miller Forristall         | TE       | TE       | Luke Farrell (en) (5-145) |
| Chris Owens               | C        | C        | Josh Myers (en) (2-62)    |
| Emil Ekyior Jr.           | RG       | RG       | Wyatt Davis (en) (3-86)   |
| Evan Neal                 | RT       | RT       | Nicholas Petit-Frere (en) |
| Deonte Brown (en) (6-193) | LG       | LG       | Matthew Jones             |
| Alex Leatherwood (1-17)   | LT       | LT       | Thayer Munford            |

| Crimson Tide de l'Alabama | Position | Position | Buckeyes d'Ohio State   |
| ------------------------- | -------- | -------- | ----------------------- |
| DJ Dale                   | NG       | DT       | Haskell Garrett (en)    |
| Patrick Surtain II (1-9)  | CB       | DT       | Jerron Cage             |
| Christian Barmore (2-38)  | DE       | DE       | Jonathon Cooper (7-239) |
| Dylan Moses (en)          | LB       | DE       | Javontae Jean-Baptist   |
| Will Anderson Jr.         | LB       | LB       | Tuf Borland (en)        |
| Brian Robinson Jr.        | LB       | LB       | Justin Hilliard (en)    |
| Christian Harris (en)     | LB       | LB       | Pete Werner (en) (2-60) |
| Josh Jobe (en)            | CB       | CB       | Shaun Wade (en) (5-160) |
| Brian Branch              | CB       | CB       | Sevyn Banks (en)        |
| Jordan Battle (en)        | S        | S        | Josh Proctor            |
| DeMarcco Hellams          | FS       | FS       | Marcus Williamson       |

Note : Les cases colorées en jaune renseignent les joueurs joueurs ayant été sélectionnés lors de la Draft 2021 de la NFL et les chiffres entre parenthèses indiquent le numéro du tour et du choix global.

### Les deux entraîneurs

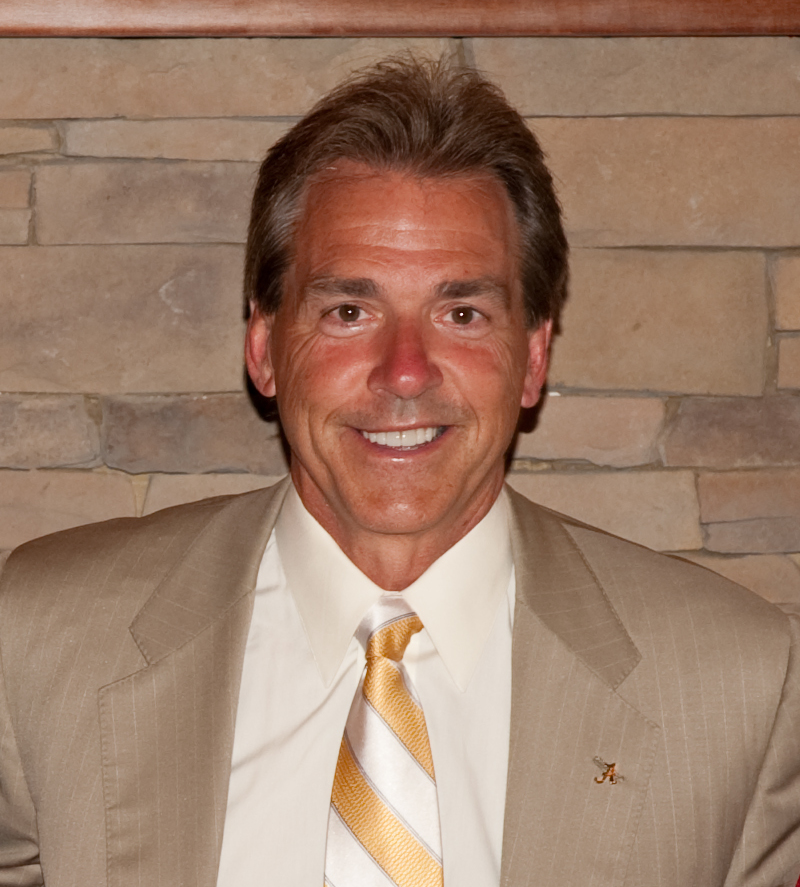
Nick Saban Alabama.
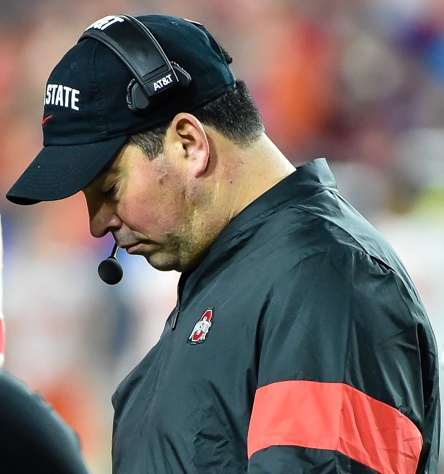
Ryan Day (en) Ohio State.

## Résumé du match
Début du match à  20 h 15 locales, fin à 23 h 49 locales pour une durée totale de jeu de 3 h 32 min.
Températures de 21 °C, vent de sud ouest de 5 km/h, ciel clair et temps doux.
| QT          | Temps       | Drive       | Drive       | Drive       | Équipe      | Description de l'action                                                                                      | Score | Score |
| ----------- | ----------- | ----------- | ----------- | ----------- | ----------- | --- | ----- | ----- |
| QT          | Temps       | Jeux        | Yards       | TDP         | Équipe      | Description de l'action                                                                                      | OSU   | ALA   |
| 1           | 08:07       | 12          | 78          | 05:32       | ALA         | TD à la suite d'une course de 1 yard par RB Harris Najee (+ 1 pt de conversion par K Will Richard)           | 0     | 7     |
| 1           | 04:55       | 08          | 75          | 03:12       | OSU         | TD à la suite d'une course de 8 yards par RB Master Teague III (+ 1 pt de conversion par K Jake Seibert)     | 7     | 7     |
|             |             |             |             |             |             | |       |       |
| 2           | 14:53       | 11          | 75          | 04:58       | ALA         | TD de 5 yards par WR DeVonta Smith sur passe de QB Mac Jones (+ 1 pt de conversion par K Will Richard)       | 7     | 14    |
| 2           | 11:43       | 01          | 19          | 00:11       | OSU         | TD à la suite d'une course de 4 yards par RB Master Teague III (+ 1 pt de conversion par K Jake Seibert)     | 14    | 14    |
| 2           | 09:00       | 05          | 75          | 02:43       | ALA         | TD de 26 yards par RB Najee Harris sur passe de QB Mac Jones (+ 1 pt de conversion par K Will Richard)       | 14    | 21    |
| 2           | 05:21       | 09          | 69          | 03:39       | OSU         | FG de 23 yards par K Jake Seibert                                                                            | 17    | 21    |
| 2           | 03:19       | 05          | 75          | 02:02       | ALA         | TD de 5 yards par WR DeVonta Smith sur passe de QB Mac Jones (+ 1 pt de conversion par K Will Richard)       | 17    | 28    |
| 2           | 01:48       | 03          | 60          | 00:41       | ALA         | TD de 42 yards par WR DeVonta Smith sur passe de QB Mac Jones (+ 1 pt de conversion par K Will Richard)      | 17    | 35    |
|             |             |             |             |             |             | |       |       |
| 3           | 07:47       | 16          | 75          | 07:08       | ALA         | FG de 20 yards par K Richard Will                                                                            | 17    | 38    |
| 3           | 06:45       | 6           | 75          | 01:02       | OSU         | TD de 20 yards par WR Wilson Garrett sur passe de QB Justin Fields (+ 1 pt de conversion par K Jake Seibert) | 24    | 38    |
| 3           | 02:52       | 8           | 75          | 06:53       | ALA         | TD de 5 yards par WR Slade Bolden sur passe de QB Mac Jones (+ 1 pt de conversion par K Will Richard)        | 24    | 45    |
|             |             |             |             |             |             | |       |       |
| 4           | 13:15       | 6           | 43          | 02:47       | ALA         | TD à la suite d'une course de 1 yard par RB Najee Harris (+ 1 pt de conversion par K Will Richard)           |       | 52    |
| Score final | Score final | Score final | Score final | Score final | Score final | Score final                                                                                                  | 24    | 52    |

## Statistiques
| Systèmes | Noms              | Postes | Équipe  |
| -------- | ----------------- | ------ | ------- |
| Attaque  | DeVonta Smith     | WR     | Alabama |
| Défense  | Christian Barmore | DE     | Alabama |

| Statistiques                           | Buckeyes d'Ohio State                                   | Crimson Tide de l'Alabama                               |
| -------------------------------------- | ------------------------------------------------------- | ------------------------------------------------------- |
| 1er down                               | 19                                                      | 33                                                      |
| Conversion de 3e down                  | 6/14                                                    | 6/11                                                    |
| Conversion de 4e down                  | 0/2                                                     | 2/2                                                     |
| Jeux–yards                             | 62 jeux pour 341 yards                                  | 83 jeux pour 621 yards                                  |
| Yards à la course                      | 29 courses pour 147 yards (moyenne de 5,1 yards/course) | 38 courses pour 157 yards (moyenne de 4,1 yards/course) |
| Yards à la passe                       | 194                                                     | 464                                                     |
| Passes : Réussies-Tentées-Interceptées | 17/33, passes complétées, 0 interception                | 36/45 passes complétées, 0 interception                 |
| Réussite en zone rouge/chances         | 4/5                                                     | 6/6                                                     |
| TD                                     | 3                                                       | 7                                                       |
| Field Goals                            | 1/1                                                     | 1/1                                                     |
| Sacks (Nombre-Yards)                   | 2 pour 7 yards adverses perdus                          | 1 pour 6 yards adverses perdus                          |
| Fumbles (Nombre/Perdus)                | 0/0                                                     | 1/1                                                     |
| Pénalités (Nombre/Yards perdus)        | 4 pour 29 yards perdus                                  | 6 pour 44 yards perdus                                  |
| Temps de possession                    | 22:34                                                   | 37:26                                                   |

| Buckeyes d'Ohio State     |                  |                                                                                                  |
| Quarterback               | Justin Fields    | 17/33 passes complétées, 194 yards, 0 interception, 1 TD, 1 sack subi, évaluation QB de 110,9    |
| Meilleur coureur          | Justin Fields    | 6 courses pour 67 yards nets gagnés, 0 TD, moyenne de 11,2 yards/course                          |
| Meilleur receveur         | Chris Olave      | 8 réceptions pour 69 yards gagnés, 0 TD                                                          |
| Meilleur tacleur          | Borland Tuf      | 14 tacles dont 7 en solo                                                                         |
| Crimson Tide de l'Alabama |                  |                                                                                                  |
| Quarterback               | Mac Jones        | 36/45 passes complétées, 464 yards, 0 interception, 5 TDs, 2 sacks subis, évaluation QB de 203,3 |
| Meilleur coureur          | Najee Harris     | 22 courses pour 79 yards nets gagnés, 2 TDs, moyenne de 3,6 yards/course                         |
| Meilleur receveur         | DeVonta Smith    | 12 réceptions pour 215 yards gagnés, 3 TDs                                                       |
| Meilleur tacleur          | Harris Christian | 6 tacles dont 3 en solo                                                                          |